# Please Please Please
A Please Please Please Sabrina Carpenter amerikai énekesnő dala, ami 2024. június 6-án jelent meg az Island Records gondozásában, második kislemezként hatodik stúdióalbumáról, a Short n’ Sweetről (2024). A dal producere Jack Antonoff volt. A Please Please Please a diszkó-pop, a country és a yacht rock zenei elemeit tartalmazza; a dalszövegben az énekesnő felszólítja párját, hogy ne hibázzon és ne rontsa a hírnevét.
A dal megjelenéskor elismerést kapott a zenekritikusoktól. Elérte a Billboard Hot 100 első helyét, ezzel Carpenter első listavezető dala lett. Az Egyesült Államokon kívül a Please Please Please Ausztráliában, Írországban, Új-Zélandon, Norvégiában és az Egyesült Királyságban is vezette a listákat. 18 másik országban, köztük Kanadában, Dániában, Hollandiában, Portugáliában és Svédországban az első tízben volt.

## Fordítás
Ez a szócikk részben vagy egészben  a   Please Please Please című angol Wikipédia-szócikk ezen változatának fordításán alapul.  Az eredeti cikk szerkesztőit annak laptörténete sorolja fel. Ez a jelzés csupán a megfogalmazás eredetét és a szerzői jogokat jelzi, nem szolgál a cikkben szereplő információk forrásmegjelöléseként.